# 미국농민연맹

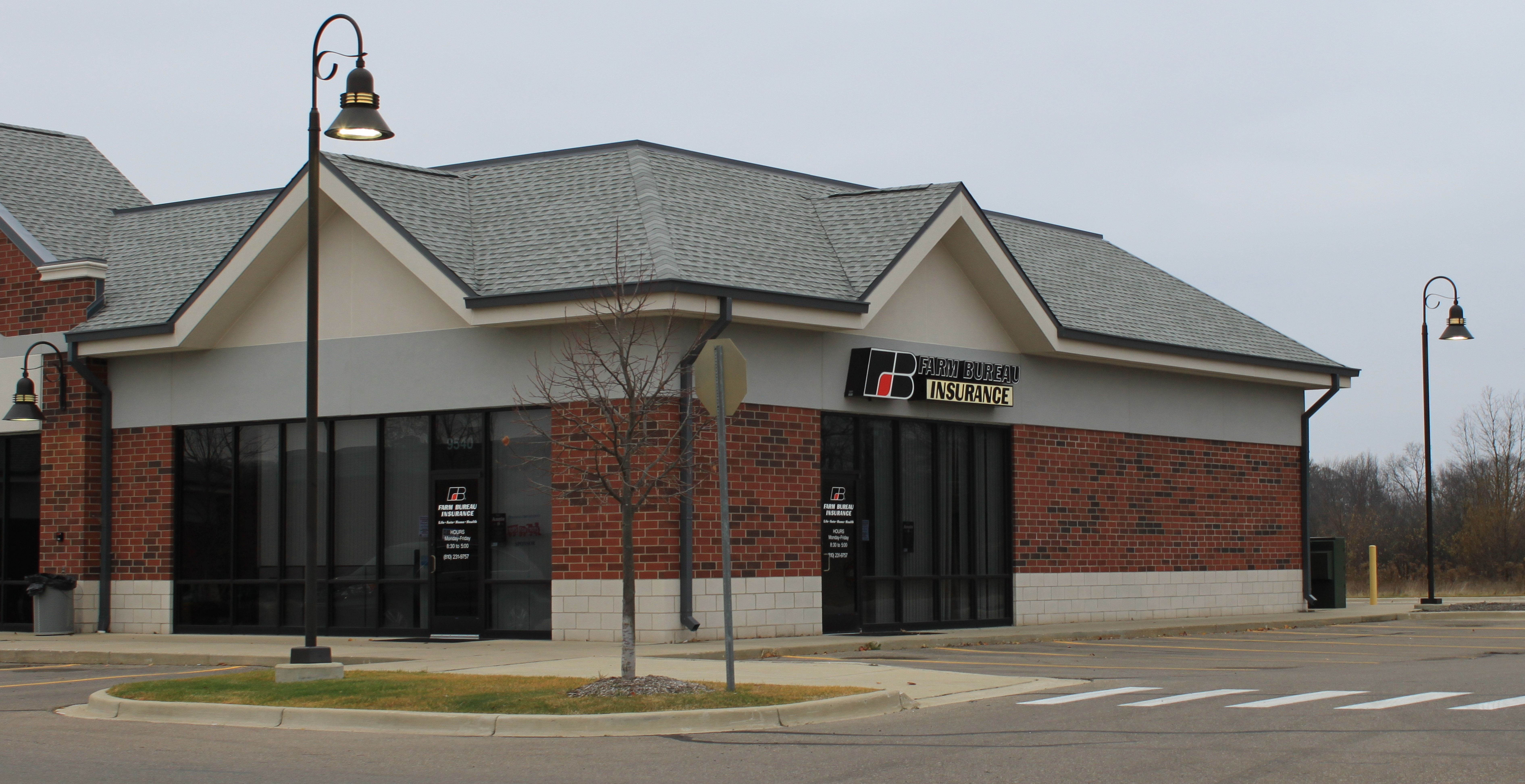
미시간주의 미국농민연맹 사무소

미국농민연맹(AFBF : American Farm Bureau Federation)은 미국 최대의 농민단체로 보수주의적 색채를 지니면서 미국 농업정책 수립에 상당한 영향을 미치고 있다. 가격지지 축소, 정부규제 완화, USDA 식품정책을 반대하는 등 시장지향적 농업정책을 선호함에 따라 의회내 공화당의 입장과 비슷하다. 일리노이, 아이오와, 인디아나 등 Corn Belt States가 거점지역이다.